# Duferco
Duferco mit Sitz in Luxemburg ist ein international tätiger Stahl- und Rohstoffkonzern. Die in mehr als 40 Ländern tätige Unternehmensgruppe beschäftigt rund 2'700 Mitarbeiter und erwirtschaftete 2023 einen konsolidierten Umsatz von 27,6 Milliarden US-Dollar.

## Tätigkeitsgebiet
Die Aktivitäten der Duferco-Gruppe gliedern sich in die drei Bereiche Handel, Produktion und Vertrieb.
Die Handelsaktivitäten umfassen jede Art von Stahl und Stahlprodukten sowie Rohstoffe für die Stahlindustrie. 2007 lag das Handelsvolumen bei 17,5 Millionen Tonnen, wovon knapp zwei Drittel auf Stahl und Stahlprodukte entfielen und rund ein Drittel auf Rohstoffe. Duferco verfügt über 20 eigene Stahlwerke. Diese produzierten 2007 insgesamt 6,9 Millionen Tonnen Stahl. Der Bereich Vertrieb beinhaltet den Verkauf von verarbeiteten Stahlprodukten.
Darüber hinaus ist die Unternehmensgruppe auch verstärkt in ausgewählten Bereichen des Energiesektors, insbesondere der erneuerbaren Energien sowie in der Reederei und Logistik tätig.

## Geschichte
Duferco wurde 1979 vom Italiener Bruno Bolfo und einigen anderen gegründet. Sein Ziel war es, von Brasilien aus weltweit Stahl zu exportieren. 1982 verlegte das Unternehmen seinen Sitz von New York und São Paulo nach Lugano. Zunächst nur im Stahlhandel tätig, dehnte Duferco seine Aktivitäten Anfang der 1990er Jahre auch auf den Rohstoffhandel aus, insbesondere mit Rohstoffen für die Stahlindustrie wie Koks, Kohle, Eisenerz, Schrott, Roheisen oder Eisenschwamm.
Mit der 1996 erfolgten Übernahme der italienischen Ferdofin Siderurgica (später umbenannt in Duferdofin) stieg Duferco in die Stahlproduktion ein. Später erwarb das Unternehmen weitere Stahlwerke, insbesondere in Italien, Belgien und Osteuropa.
Nach der Jahrtausendwende diversifizierte Duferco seine Aktivitäten unter anderem mit dem Einstieg in die Bereiche Energie, Reederei und Logistik.